# جشنواره ریو دو ژانیرو

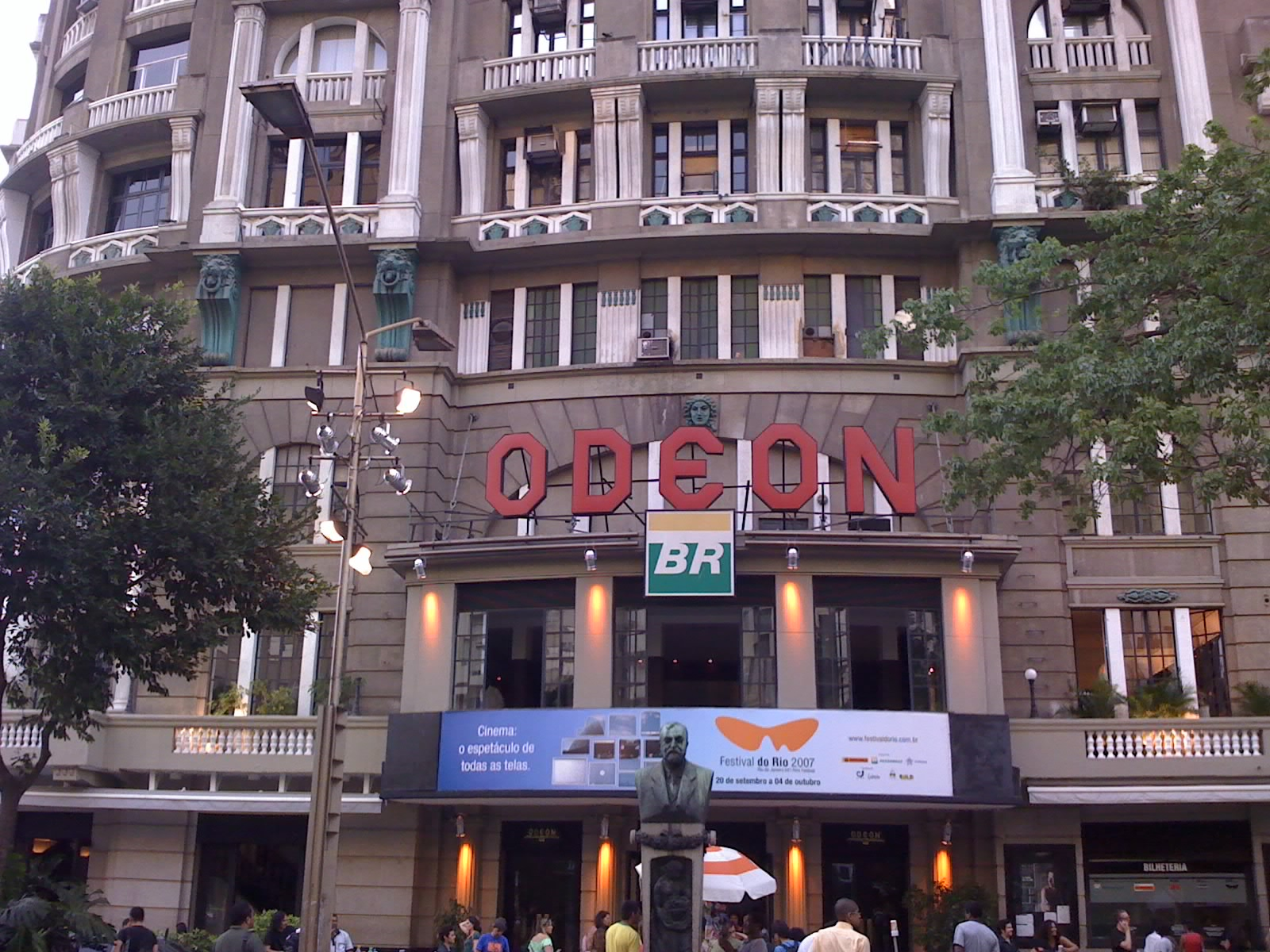
جشنواره ریو دو ژانیرو در سال 2007

جشنواره دو ریو با نام کامل جشنواره بین‌المللی فیلم ریودوژانیرو (به پرتغالی برزیل: Festival do Rio) یک جشنواره بین‌المللی فیلم در ریو دو ژانیرو، برزیل است. این جشنواره دست‌آورد پیوستن دو جشنواره فیلم قبلی جشنواره فیلم ریو (به پرتغالی برزیل: Rio Cine Festival) و به پرتغالی برزیل Mostra Banco Nacional de Cinema در سال ۱۹۹۹ (میلادی) بود.
جشنواره بین‌المللی فیلم ریودوژانیرو بزرگترین رویداد سینمایی آمریکای لاتین است که هر ساله سینماگران حرفه‌ای را از سراسر جهان گرد هم جمع می‌کند. این جشنواره همچنین فیلم‌های کوتاه و بلند سینمای برزیل را به‌طور رقابتی به نمایش می‌گذارد و فیلم‌های بلند و آوانگارد را نیز از سراسر جهان در برزیل روی پرده می‌برد. بخش‌های اصلی این جشنواره عبارتند از: چشم‌انداز سینمای جهان، امیدها، نمایش فیلم‌های لاتین، تمرکز بر روی سینمایی خاص، فیلم‌های نیمه شب، دنیای دگرباشان، نسل‌ها.
این جشنواره در بخش بین‌الملل فقط پذیرای فیلم‌های بلند است و تمام بخش‌های بین‌الملل این جشنواره به صورت غیر رقابتی برگزار می‌شوند. در این جشنواره جایزه فیپرشی (انجمن جهانی منتقدین) به بهترین فیلم در بخش‌های سینمای آمریکای لاتین و سینمای برزیل به برندگان اهدا می‌شود. بخش سینمای برزیل به‌طور رقابتی برگزار می‌شود و مقررات ویژه خودش را دارد.
جشنواره بین‌المللی فیلم ریودوژانیرو عرصه مهمی برای ارتقا و توسعه سینمای جدید برزیل است که در کنار نمایش تعداد زیادی از تولیدات جهانی برگزار می‌گردد.